# 塔皮奧·尼爾科
塔皮奧·尼爾科（芬蘭語：Tapio Nirkko，1984年8月24日—），是一名出生於芬蘭埃斯波的帆船運動員。身高194公分，體重96公斤。他曾參加2008年、2012年和2016年三屆夏季奧運。

## 參賽紀錄
| 年份 | 賽事           | 主辦城市 | 名次   | 項目       |
| ---- | -------------- | -------- | ------ | ---------- |
| 2008 | 奧林匹克運動會 | 北京     | 第18名 | 芬蘭型帆船 |
| 2012 | 奧林匹克運動會 | 倫敦     | 第10名 | 芬蘭型帆船 |

## 外部連結
- 塔皮奧·尼爾科的X（前Twitter）
- Tapio Nirkko （页面存档备份，存于） - ISAF